# Иисус и самаритянка (картина Дуччо)
«Иисус и самаритянка» (исп. Cristo y la samaritana) — картина Дуччо ди Буонинсенья, написанная в 1310—1311 годах. Картина находится в Музее Тиссен-Борнемиса в Мадриде.

## Описание
Эта небольшая картина была частью пределлы алтаря «Маэста» («Величание Девы Марии»), заказанного Дуччо для кафедрального собора Сиены. Грандиозный двухсторонний алтарь был разобран приблизительно в 1771 году, и, хотя большая часть его хранится в музее собора (Сиена), многие панели разошлись по частным коллекциям и другим музеям.
Христос изображен сидящим на закраине колодца Иакова, к колодцу идёт самаритянка, несущая на голове большой кувшин. Обе фигуры обмениваются жестами. Справа за ними наблюдает группа учеников, художник поместил их на архитектурном фоне Сихаря, одного из городом Самарии, чтобы придать картине пространственную глубину.
Эта работа Дуччо — одно из первых свидетельств эволюции Треченто в сторону большего натурализма, повествовательного характера и интереса к отображению пространства.